# Усоље
Усоље (рус. Усолье) град је у Русији у Пермском крају.

## Становништво
| 1959.  | 1970.  | 1979. | 1989. | 2002. | 2010. |
| ------ | ------ | ----- | ----- | ----- | ----- |
| 11.788 | 10.091 | 7.909 | 6.453 | 6.144 | 5.694 |